# Dodenweg
De informele kwalificatie dodenweg wordt door het publiek en in media gegeven aan wegen met een verhoogd risico op een levensbedreigend ongeval. Soms is dit een objectief vastgesteld statistisch gegeven.
De term wordt met name in de media gebruikt wanneer er regelmatig dodelijke ongevallen plaatsvinden op dezelfde weg. Meestal gaat het hier om provinciale wegen, hoewel in Duitsland de Bundesautobahn 2 ook bekendstaat als een weg met relatief veel ongevallen.

## Factoren
De kans op ongevallen neemt vaak toe door de volgende factoren:
- Lange eentoninge rechte stukken weg, waardoor de aandacht van bestuurders verslapt (polderblindheid).
- De weg is een doorgaande tweestrooksweg, die door zowel lokaal als interlokaal verkeer gebruikt wordt. Omdat de weg tweestrooks is, is inhalen extra riskant, maar omdat ook langzamer vrachtverkeer en tractoren de weg gebruiken, gebeurt het toch vaak.
- Wegversmallingen.
- Onoverzichtelijke stukken zoals bochten en heuvels.
- Een aflopende berm, sloten en/of bomen langs de zijkanten van de weg waardoor de kans op een (dodelijk) ongeluk zeer groot wordt wanneer de auto eenmaal (deels) van de weg is geraakt. Bovendien kan de zon die door de bomen schijnt de bestuurder in een lichte trance brengen waardoor hij minder goed oplet.
- Gelijkvloerse kruisingen zonder verkeerslichten (met name bij autowegen die gelijkvloers secundaire wegen kruisen).
- Gebrekkige of onlogische bewegwijzering en invoeg- of uitvoegsituatie, wat onzeker en dus gevaarlijk gedrag bij automobilisten kan veroorzaken.
- De weg wordt als sluiproute gebruikt en moet daarvoor een verkeersstroom verwerken die eigenlijk hoger is dan waar de weg op berekend is.

## Voorbeelden
Enkele wegen in Nederland en België en die weleens als dodenweg bestempeld worden:
- N8 (België)
- N31
- N34/N340
- N36
- N48/N348
- N50
- N57
- N61
- N65
- N99
- N223
- N273
- N277
- N385
- N717 (België)

## Maatregelen
Door wegbeheerders en overheden worden vaak maatregelen genomen om risico's verminderen. Dit wordt meestal gedaan door waarschuwingsborden te plaatsen, de maximumsnelheid op riskante punten te verlagen, een inhaalverbod of door de weg zelf te verbeteren door bijvoorbeeld rotondes en/of ongelijkvloerse kruisingen aan te leggen of juist kruisingen op te heffen. Ook kan de weg om de bebouwde kom worden geleid, worden verbreed of worden vervangen door andere betere verbindingen. De N273 is bijvoorbeeld voor bovenregionaal verkeer tussen de aansluiting Grathem van de A2 en Blerick vervangen door de A73, die enkele kilometers zuidelijker bij Knooppunt Het Vonderen aansluit aan de A2 en via Roermond en Venlo bij Blerick weer samenkomt met de N273. Verbeteringen aan wegen zijn echter vaak kostbare projecten die bovendien weerstand op kunnen roepen van milieubeschermers en bewoners. Bovendien leent de geografische situatie zich er niet altijd voor. Het kan daardoor soms lang duren voordat verbeteringen tot stand komen.